# Doryphorococcus lentiginosus
Doryphorococcus lentiginosus  (лат.) — вид мирмекофильных насекомых-кокцид рода Doryphorococcus из семейства мучнистые червецы (Pseudococcidae).

## Распространение
Юго-Восточная Азия: Малайзия (Сабах, Poring Hot Springs, Mount Kinabalu National park).

## Описание
Микроскопического размера мучнистые червецы (длина 1—2 мм)

Питаются соками растений,.
Среди муравьёв симбионтов представители рода Dolichoderus: обнаружены в муравейниках Dolichoderus magnipastor.
Вид был впервые описан в 2002 году энтомологом Д. Уилльямсом (Williams, D.J.).